# Mapeador de dispositivos
O mapeador de dispositivos (do inglês device mapper) é um framework fornecido pelo núcleo do Linux para mapear dispositivos de bloco físicos em dispositivos virtuais de bloco de alto nível. Ele forma a base do Logical Volume Manager (LVM), RAIDs de software e criptografia de disco dm-crypt, e oferece recursos adicionais como cópia instantânea de volume do sistema.
O mapeador de dispositivos trabalha por meio da passagem de dados de um dispositivo de bloco virtual, que é fornecido pelo mapeador de dispositivos propriamente dito, para outro dispositivo de bloco. Os dados também podem ser modificados em transição, que é realizada, por exemplo, no caso do mapeador de dispositivos fornecer criptografia de disco ou simulação de comportamento de hardware não confiável.
Este artigo foca na implementação do mapeador de dispositivos no núcleo do Linux, mas sua funcionalidade também está disponível no NetBSD e no DragonFly BSD.